# Circuito Urbano do EUR
O Circuito Urbano do EUR (em italiano:  Circuito Cittadino dell'EUR) é um circuito de rua localizado no bairro do EUR em Roma, Itália. É utilizado para o ePrix de Roma do Campeonato Mundial de Fórmula E, categoria de carros monopostos elétricos, regulamentada pela FIA. Foi utilizado pela primeira vez em 14 de abril de 2018 para o ePrix de Roma de 2018.

## Traçado

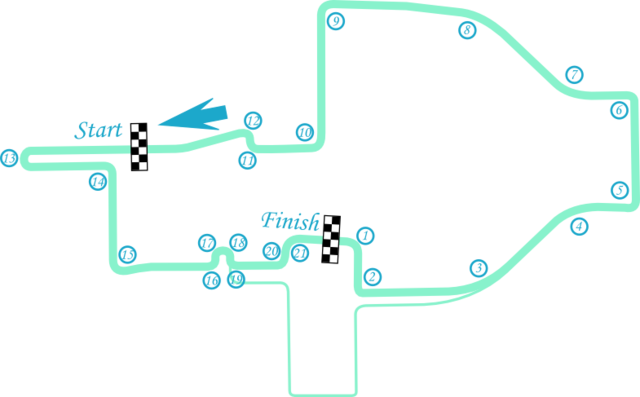
Traçado original do circuito (2018-2019)

A pista tinha inicialmente 2 849 metros de extensão e 21 curvas. Começava na Via Cristoforo Colombo e terminava no Obelisco Marconi, passando pelo Centro de Convenções de Roma e pelo Palazzo dei Congressi. Um circuito de rua ao redor do bairro de EUR já havia sido pensado para sediar um Grande Prêmio de Fórmula 1 nos anos de 1984 e 2009.
Em 3 de fevereiro de 2021, um novo e mais longo traçado foi anunciado para o circuito, tendo 3 385 metros de extensão e 19 curvas. Este traçado fornece retas mais longas e rápidas para melhorar as oportunidades de ultrapassagem.